# Клути

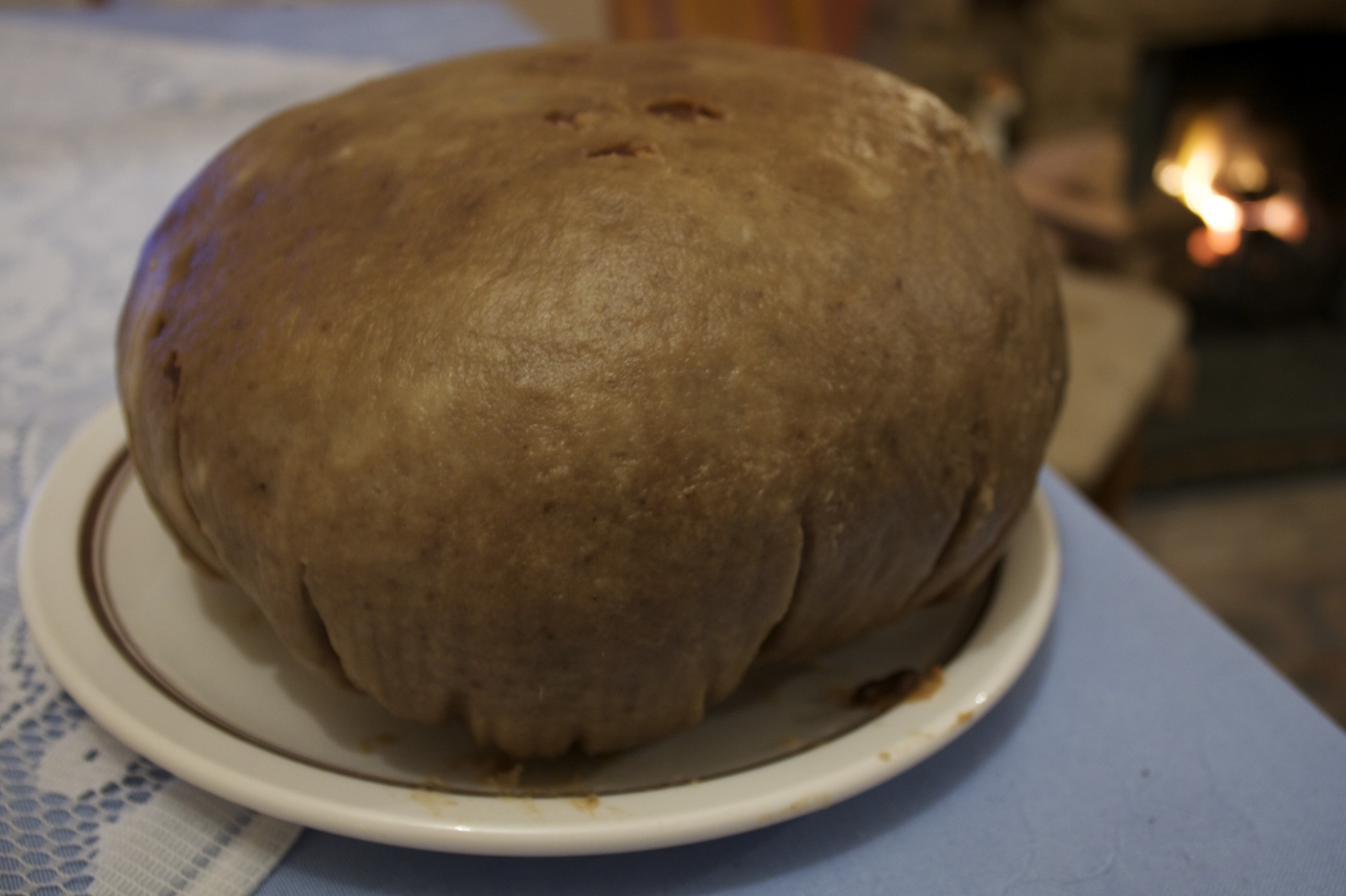
Клути

Клути (скотс Clootie dumplin) — типичный сладкий пудинг шотландской кухни, несколько сходный с рождественским пудингом.

## Описание
Пудинг клути готовится из муки, тёртых сухарей, сухофруктов (обычно это смородина и изюм), сала, сахара и специй с добавлением небольшого количества молока, а иногда и золотого сиропа (сорт патоки). Ингредиенты  тщательно перемешивают, а затем заворачивают в специальную ткань, называемую «клут» (но можно использовать обыкновенную марлю), посыпанную мукой во избежание прилипания, помещают в большую кастрюлю с кипящей водой, и варят на медленном огне более двух часов, а затем вынимают и подсушивают в духовке. 
В результате получается изделие шарообразной, несколько сплюснутой формы, отдалённо напоминающее пирог или кекс. Несмотря на то, что клути является разновидностью пудинга, его нередко называют «clootie dumpling», что можно перевести, как «клёцка клути». Такое название возникло благодаря форме пудинга и особенностям его приготовления. 
Иногда в Клути добавляют монетку, напёрсток и тому подобные несъедобные предметы, каждый из которых символизирует что-либо. Того, кому достался кусок клути с монеткой или напёрстком, ожидает скорый брак, или, напротив, участь холостяка, и так далее. Из-за возможного включения посторонних предметов, есть клути рекомендуется с некоторой осторожностью. 
Сегодня клути является популярным, хотя и несколько старомодным шотландским блюдом, которое ассоциируется со старинными традициями этого региона. Члены сепаратисткой Шотландской национальной партии носят ироническое прозвище «клёцки клути».

## Происхождение название
Название пудинга — «клути» произошло от названия ткани для пудинга «клут», в котором его готовят. Это диалектное слово связано с исходным словом «одежда» (англ. Clothing) и имеет общее значение «тряпка» или «лоскут». Среди прочего, этим термином называют: заплатки на одежде, тряпичные коврики (коврики клути),  традиционные кельтские колодцы, на деревья около которых принято повязывать полоски ткани (колодцы клути, англ.), а также копыта, и, в конечном итоге, чёрта. Термином «Clootie's craft» или «Аплох» («aploch») в традиционной шотландской культуре называли участок общинного луга или поля, который всегда оставляли незасеянным или нескошенным, как удел дьявола и колдунов, чтобы они не посягали на остальные общинные земли.